# Empresa de servicios de inversión
Empresa de servicios de inversión (ESI) es un término del derecho económico español usado para definir una entidad financiera que se dedica a prestar servicios de inversión a terceros. A cambio de este servicio, cobran una comisión al cliente.  Las ESI tiene un régimen jurídico específico, definido en la Ley 24/1988, de 28 de julio, del Mercado de Valores.  
Existen 4 tipos de empresas de servicios de inversión:
- Sociedad de valores SV
- Agencia de valores AV
- Sociedad gestora de carteras SGC
- Empresa de Asesoramiento Financiero EAF

La sociedad de valores (SV) es la categoría más flexible de las tres, pudiendo realizar cualquier tipo de actividad definido en la Ley del Mercado de Valores. 
Una agencia de valores (AV), por el contrario, sólo puede operar por cuenta ajena, En particular, una agencia de valores no puede: 
- Negociar por cuenta propia.
- Asegurar una suscripción de emisiones o una oferta pública de venta.
- Conceder créditos o préstamos a inversores.

La sociedad gestora de cartera (SGC) está todavía más limitada que la AV. En particular, sus funciones están limitadas legalmente a: 
- Gestionar carteras de inversión con arreglo a los mandatos conferidos por los inversores.
- Asesorar a empresas sobre estructura del capital, estrategia industrial y cuestiones afines, así como el asesoramiento y demás servicios en relación con fusiones y adquisiciones de empresas.
- Asesorar sobre inversión en instrumentos financieros.

Empresa de Asesoramiento Financiero (EAF)
tiene sus funciones delimitadas exclusivamente a:
- Asesoramiento en materia de inversión. Este servicio consiste en la prestación de recomendaciones personalizadas a un cliente, sea a petición de éste o por iniciativa de la empresa, con respecto a una o más operaciones relativas a instrumentos financieros.
- Asesorar a empresas sobre estructura del capital, estrategia industrial y cuestiones afines, así como el asesoramiento y demás servicios en relación con fusiones y adquisiciones de empresas.
- Elaboración de informes económicos.